# Drassyllus tinus
Drassyllus tinus Platnick & Shadab, 1982 è un ragno appartenente alla famiglia Gnaphosidae.

## Etimologia
Il nome proprio deriva da un'arbitraria combinazione di lettere, come indicato dallo stesso descrittore nella pubblicazione. In realtà sembra comunque riferirsi, in parte, alla località messicana di rinvenimento: il Sótano de la Tinaja.

## Caratteristiche
Fa parte dell'insularis-group di questo genere: ha varie somiglianze con D. lepidus e D. zimus; se ne distingue per la spessa parte mediana dell'epigino femminile.
L'olotipo femminile rinvenuto ha lunghezza totale è di 4,43mm; la lunghezza del cefalotorace è di 1,83mm; e la larghezza è di 1,39mm.

## Distribuzione
La specie è stata reperita nel Messico centrale: nei pressi di Sótano de la Tinaja, 11 chilometri a nord di Valles, nello stato di San Luis Potosí.

## Tassonomia
Al 2015 non sono note sottospecie e dal 1982 non sono stati esaminati nuovi esemplari.